# Rezolucje Rady Bezpieczeństwa ONZ z roku 1965
Stałe miejsca w Radzie Bezpieczeństwa ONZ w 1965 posiadały:
- Francja
- Republika Chińska
- Stany Zjednoczone
- Wielka Brytania
- ZSRR

W roku 1965 członkami niestałymi Rady były:
- Boliwia
- Urugwaj
- Wybrzeże Kości Słoniowej
- Federacja Malajska
- Jordania
- Holandia

## Rezolucje
Rezolucje Rady Bezpieczeństwa ONZ przyjęte w roku 1965: 
- 200 (w sprawie Gambii)
- 201 (w sprawie Cypru)
- 202 (w sprawie Rodezji Południowej)
- 203 (w sprawie Dominikany)
- 204 (w sprawie Senegalu)
- 205 (w sprawie Dominikany)
- 206 (w sprawie Cypru)
- 207 (w sprawie Cypru)
- 208 (w sprawie Międzynarodowego Trybunału Sprawiedliwości)
- 209 (w sprawie Indii i Pakistanu)
- 210 (w sprawie Indii i Pakistanu)
- 211 (w sprawie Indii i Pakistanu)
- 212 (w sprawie Malediwów)
- 213 (w sprawie Singapuru)
- 214 (w sprawie Indii i Pakistanu)
- 215 (w sprawie Indii i Pakistanu)
- 216 (w sprawie Rodezji Południowej)
- 217 (w sprawie Rodezji Południowej)
- 218 (w sprawie terytoriów znajdujących się pod portugalską administracją)
- 219 (w sprawie Cypru)